# Régi magyar könyvtár (irodalmi mű)
A Régi magyar könyvtár (RMK) egy több kötetből álló, 19. század végi bibliográfiai témakörű könyvsorozat, amely a korai magyar nyelvű nyomtatványok címeit ismerteti. A témakör újabb feldolgozása a Régi Magyarországi Nyomtatványok (még befejezetlen) sorozata.

## Jellemzői
A mű készítője Szabó Károly történész és később, kisebb részben Hellebrant Árpád volt, aki a magyarországi könyvnyomtatás megjelenésétől (1473)  számítva a Rákóczi-szabadságharc lezárásának (1711) idejéig megjelent magyarországi magyar, magyarországi egyéb (pl. latin, német) nyelvű, és a külföldi magyar és magyar szerzőktől megjelent tág értelemben vett (azaz nem csak szépirodalmi, hanem filozófiai, teológiai, tudományos, közérdekű stb.) irodalmi művek címeit a teljesség igényével próbálta összeállítani. (Az 1711 utáni anyaggal a Petrik Géza-féle Magyar Könyvészet foglalkozik.)
Bár hatalmas adatmennyiséget tartalmaznak a Régi magyar könyvtár kötetei, a XX–XXI. századi újabb kutatások jelentős mértékben tudták kiegészíteni a kötetekhez kapcsolódó címek listáját. 

## Kötetbeosztása
A sorozat a következő köteteket tartalmazza:
| Kötetszám | Műcím | Elektronikus elérhetőség                        | Kiadási hely, kiadási idő | Szerző                         |
| --------- | --- | ----------------------------------------------- | ------------------------- | ------------------------------ |
| I.        | Az 1531-től 1711-ig megjelent magyar nyomtatványok könyvészeti kézikönyve                                       | REAL-EOD                                        | Budapest, 1879            | Szabó Károly                   |
| II.       | Az 1473–1711-ig megjelent nem magyar nyelvű hazai nyomtatványok jegyzéke                                        | REAL-EOD                                        | Budapest, 1885            | Szabó Károly                   |
| III.      | A magyar szerzőktől külföldön 1480-tól 1711-ig megjelent nem magyar nyelvű nyomtatványok könyvészeti kézikönyve | REAL-EOD 1. kötet:1480–1670 2. kötet: 1671–1711 | Budapest, 1896            | Szabó Károly, Hellebrant Árpád |
| IV.       | A magyar szerzőktől külföldön 1480-tól 1711-ig megjelent nem magyar nyelvű nyomtatványok könyvészeti kézikönyve | REAL-EOD 1671–1711 + pótlék                     | Budapest, 1898            | Szabó Károly, Hellebrant Árpád |

## Utóélete
Az RMK megjelenése után a magyar tudományos közvélemény fokozott érdeklődéssel fordult a régi magyarországi nyomtatványok kutatása felé. Ezekből a nagy könyvtárak különgyűjteményeket hoztak létre, külön nyilvántartások készültek, a szakmai folyóiratok pedig számos újabb, addig ismeretlen műről és példányról adtak hírt. 
A jelentős számú kiegészítés és pótlás összegyűjtését a Magyar Tudományos Akadémia már a 19. század utolsó éveiben elhatározta. Megbízásából a század elején Dézsi Lajos, a budapesti, majd a kolozsvári egyetem irodalomtörténet professzora kezdte meg a pótlások összegyűjtését és közzétételét. Az ezeket tartalmazó első füzet 1906-ban jelent meg, egy másik pedig az első világháború miatt nyomdai kefelevonatban maradt. Vele párhuzamosan Sztripszky Hiador néprajkutató, az Erdélyi Nemzeti Múzeum, majd a Magyar Nemzeti Múzeum munkatársa is megpróbálta összegyűjteni at RMK-t kiegészítő adatokat, amelyeket 1912-ben egy kőnyomatos jegyzékben tett közzé. Később gyűjtését személyes kutatásokkal jelentősen bővítette, ennek eredményeit azonban 1946-ban bekövetkezett haláláig nem tudta közreadni.
Végül az 1950-es évektől indult meg az új, teljes sorozat előkészítése. A Régi Magyarországi Nyomtatványok első kötete hosszas munkálatok után 1971-ben került nyomdába. Az új sorozat kiadása máig tart, eddig az 1670-ig tartó rész készült el 4 vaskos kötetben, az utolsó 2012-ben látott napvilágot. (Azaz az 1670 és 1711 közötti részre még mindig Szabó Károly műve az irányadó.)

## Az adalékkötetek
| Műcím                                                                                 | Elektronikus elérhetőség | Kiadási hely, kiadási idő | Szerző            | Oldalszám |
| ------------------------------------------------------------------------------------- | ------------------------ | ------------------------- | ----------------- | --------- |
| Adalékok a magyarországi nyomtatványok bibliográfiájához                              | nincs                    | Budapest, 1912            | Dézsi Lajos       | 27        |
| [kiegészítések kefelevonatban]                                                        | nincs                    | Budapest, 1910-es évek    | Dézsi Lajos       |           |
| Adalékok Szabó Károly munkájának I–II. kötetéhez. Pótlások és igazítások (litográfia) | nincs                    | Budapest, 1912            | Sztripszky Hiador | 712       |

## Fakszimile kiadások
Az 1960-as években fakszimile kiadásban ismét megjelentek a Régi magyar könyvtár kötetei Petrik Géza Magyar Könyvészetével (1885–1928) együtt. Újabb ilyen jellegű kiadásra került sor 1990-ben és 2005-ben (Országos Széchenyi Könyvtár).
1967-ben Sztripszky Hiador műve is megjelent kiegészítve Dézsi Lajos kiadatlan adataival az RMNy munkacsoport jóvoltából. Azonban Sztripszky művének rossz állapotú nyomdatechnikai kivitele miatt írógéppel újraszedték teljes szövegét, akárcsak a Dézsi-féle kiegészítéseket.

## Apponyi SándorHungaricaja
Bizonyos tekintetben a Régi magyar könyvtárhoz tartozónak lehet tekinteni Apponyi Sándor gróf nagy, német nyelvű gyűjteményét, amely a külföldön talált, Magyarországgal összefüggésben lévő iratokat tartalmazza. Ennek kötetei:
| Kötetszám | Műcím                                                                        | Kiadási hely, kiadási idő |
| --------- | ---------------------------------------------------------------------------- | ------------------------- |
| I.        | Hungarica. Ungarn betreffende im Auslande gedruckte Bücher und Flugschriften | München, 1903             |
| II.       | Hungarica. Ungarn betreffende im Auslande gedruckte Bücher und Flugschriften | München, 1903             |
| III.      | Hungarica. Ungarn betreffende im Auslande gedruckte Bücher und Flugschriften | München, 1925             |
| IV.       | Hungarica. Ungarn betreffende im Auslande gedruckte Bücher und Flugschriften | München, 1927             |